# Mecastrus lateristrigatus
Mecastrus lateristrigatus is een keversoort uit de familie kniptorren (Elateridae). De wetenschappelijke naam van de soort is voor het eerst geldig gepubliceerd in 1846 door White.